# Чеботарьов Віталій Віталійович
Віта́лій Віта́лійович Чеботарьо́в (нар. 7 лютого 1996, Харків, Україна) — український футболіст, воротар.

## Життєпис
Віталій Чеботарьов народився 7 лютого 1996 року. Вихованець харківського «Арсенала», в складі якого з 2010 по 2013 роки виступав у ДЮФЛУ.
В 2013 році виступав за аматорський клуб «Арсенал-2» (Харків).
У 2015 році в чемпіонаті Харківської області зіграв 10 матчів у футболці «Квадро» (Первомайський). В тому ж році виїхав до Грузії, де виступав у складі «Цхінвалі» та «Локомотиві» (Тбілісі).
У середині липня 2016 року приєднався до складу клубу «Нафтовик-Укрнафта». В футболці охтирської команди не провів жодного матчу, але 2 рази потрапляв до заявки команди на матчі першої ліги чемпіонату України.
У 2017―2018 роках грав за СК «Каховка» у чемпіонаті України серед аматорів. Після цього повернувся до клубу «Квадро» з міста Первомайський Харківської області.
У 2019 році перейшов до ФК «Тростянець», який грав у чемпіонаті Сумської області. У тому ж році підписав контракт з сімферопольською «Таврією», за яку зіграв 19 офіційних матчів в усіх турнірах.
Улітку 2020 року став гравцем ФК «Метал». У червні наступного року покинув харківський клуб, не провівши за нього жодного матчу.
Сезон 2021/22 розпочав у добре йому знайомій команді, «Тростянець», за яку провів по одній грі в другій лізі та кубку України.
У серпні 2022 року підписав контракт з чернівецькою «Буковиною». В зимове міжсезоння покинув команду. У липні 2023 року підписав контракт з київським клубом «Лівий берег».